# Estadio Changchun
El Estadio de Changchun (en chino: 长春体育场), también conocido como Nanling Stadium, es un estadio de usos múltiples en Changchun, Jilin, China. Se utiliza principalmente para partidos de fútbol. Tiene capacidad para 38 500 y en la actualidad es el estadio del club de fútbol Changchun Yatai, que forma parte de la Superliga de China.